# Liste der Monuments historiques in Noiron-sous-Gevrey
Die Liste der Monuments historiques in Noiron-sous-Gevrey führt die Monuments historiques in der französischen Gemeinde Noiron-sous-Gevrey auf.

## Liste der Immobilien
| Bezeichnung     | Beschreibung | Standort                  | Kennzeichnung | Schutzstatus | Datum | Bild           |
| --------------- | --- | ------------------------- | ------------- | ------------ | ----- | -------------- |
| Pont des Arvaux | Aquädukt der Sandfond über die Varaude; zwischen 1212 und 1221 durch das Kloster Cîteaux zur Wasserversorgung der Klosteranlage erbaut, 1746 erneuert | nördlich des Ortes (Lage) | PA00112569    | Classé       | 1991  | weitere Bilder |

## Liste der Objekte
| Bezeichnung                                             | Beschreibung                                                             | Standort                                   | Kennzeichnung | Schutzstatus | Datum | Bild |
| ------------------------------------------------------- | ------------------------------------------------------------------------ | ------------------------------------------ | ------------- | ------------ | ----- | ---- |
| Hauptaltar, Vertäfelung des Chorraums und Kommunionbank | Holz, Marmor, Eisen, zwischen 1827 und 1830, Architekt Claude Saint-Père | in der Kirche Nativité-de-la-Vierge (Lage) | PM21003363    | Inscrit      | 1972  |      |